# Нортон, Эдвард Феликс
Эдвард Феликс Нортон (англ. Edward Felix Norton; 21 февраля 1884 г., Сан-Исидро, Буэнос-Айрес, Аргентина — 3 ноября 1954 г., Уинчестер, Хэмпшир, Великобритания) — британский армейский офицер и альпинист, генерал-лейтенант, кавалер британского ордена «За выдающиеся заслуги» и Военного креста. Участвовал в двух экспедициях на Джомолунгму, установил мировой рекорд высоты восхождения.

## Биография
Родился 21 февраля 1884 года в Сан-Исидро, пригороде столицы Аргентины. Второй сын в семье. Отец — Эдвард Нортон (старший) (англ. Edward Norton), директор морской судоходной компании «Royal Mail and Union Castle shipping lines», предприниматель, основатель компании «Estancia la Ventura». Мать — Эдит Сара (англ. Edith Sarah), дочь судьи Альфреда Уиллса (англ. Alfred Wills). 
Обучался в школе Чартерхаус и в Королевской военной академии. Затем служил в артиллерийских частях в Индии, участвовал в Первой мировой войне.
Скалолазанием и альпинизмом начал заниматься в Альпах, когда жил там в доме своего дедушки Альфреда Уиллса (англ. Alfred Wills), судьи Высокого суда Лондона.
Участник британских экспедиций на Джомолунгму 1922-го и 1924 годов. В 1924 году, поднимаясь по Большому кулуару Джомолунгмы, установил мировой рекорд высоты восхождения: 8570 метров над уровнем моря. Этот рекорд оставался непревзойдённым почти 30 лет, и только в 1952 году был побит швейцарской экспедицией на Джомолунгму.
Из-за болезни руководителя экспедиции 1924 года Чарльза Брюса, Нортон принял командование экспедицией на себя, и руководил ею во время трагической третьей попытки восхождения на вершину Джомолунгмы, когда Джордж Мэллори и Эндрю Ирвин не вернулись и пропали без вести.
В 1930-х годах служил в «Колледжах персонала» (англ. Staff Colleges) в Индии и в Англии, был командиром Королевской артиллерии в округе Мадрас. В 1940-41 годах — исполняющий обязанности генерал-губернатора и главнокомандующий Гонконга.
Вышел в отставку в 1942 году.

## Память
Большой кулуар Джомолунгмы, в котором Эдвард Нортон первым из людей побывал, впоследствии был назван его именем: Кулуар Нортона.

## Список литературы
- Lt Gen Baljit Singh (12 ноября 2014). Lt Gen E F Norton: A Distinguished Soldier (англ.). Indian Defence Riview. Архивировано 25 ноября 2014. Дата обращения: 15 февраля 2015.
- T. G. Longstaff, ‘Norton, Edward Felix (1884–1954)’, rev. Audrey Salkeld, Oxford Dictionary of National Biography, Oxford University Press, 2004